# Peter Gatter
Peter Michael Gatter (ur. 14 października 1943 we Wrocławiu, zm. 28 sierpnia 1997 w Stöckte) – niemiecki dziennikarz.
Studiował ekonomię, socjologię i politologię. Jeszcze w trakcie studiów rozpoczął pracę w radio. W latach 1977–1981 przebywał jako korespondent zagraniczny w Polsce. Reportaże telewizyjne, wykonane przez niego podczas strajku okupacyjnego w Stoczni Gdańskiej w sierpniu 1980, były pierwszą filmową dokumentacją strajku, jaką udało się przemycić na Zachód. Za reportaże ze strajku Peter Gatter otrzymał w 1980 r. najwyższe wyróżnienie mediów niemieckich: „Złotą kamerę” („Die Goldene Kamera”). Kadencja korespondencka Gattera w Polsce dobiegła końca wraz z zakończeniem I Zjazdu NSZZ „Solidarność” 1981 r. Po ogłoszeniu stanu wojennego biuro ARD w Warszawie pracowało pod kierunkiem jego następcy, dr. Clausa Richtera.
Po powrocie do RFN Gatter od 1981 kierował redakcją magazynu Panorama. Równolegle pełnił funkcję zastęcy redaktora naczelnego telewizji NDR. Od 1987 pracował jako korespondent w Singapurze, a od 1992 był zastępcą dyrektora oddziału krajowego NDR w Meklemburgii-Pomorzu Przednim.